# Elisabetta Lazzarini
Pour les articles homonymes, voir Lazzarini.
Elisabetta Lazzarini (Venise, 1662 - 9 juillet 1729) est une peintre italienne active principalement dans sa ville natale au XVIIIe siècle, Elle fut, avec son frère Gregorio Lazzarini (1655 - 1730), un représentant de l'école vénitienne.

## Œuvres
- Trois fresques, presbytère de l'église saint Nicolo, Venise[2].
- Deux grandes peintures, scènes bibliques, dans la première chapelle à gauche de l'église San Pantaleone de Venise